# 지라드 정리
지라드 정리는 프랑스의 수학자인 알버트 지라드가 최초로 정리한 것으로 알려진 정리이다. 이 정리는 구면기하학에서의 삼각형의 넓이를 구하는 공식을 정리한 것이다. 공식은  S=r2(<a+<b+<c-180)이다. 이를 이용하여 구면기하학에서의 여러 넓이 문제를 풀 수 있다. 이 정리에서 나온 따름정리는< a+<b+<c>180이 있다.